# Zelotes guineanus
Zelotes guineanus är en spindelart som först beskrevs av Simon 1907.  Zelotes guineanus ingår i släktet Zelotes och familjen plattbuksspindlar. Inga underarter finns listade i Catalogue of Life.